# Gundih
Gundih is een bestuurslaag in het regentschap Soerabaja van de provincie Oost-Java, Indonesië. Gundih telt 23.870 inwoners (volkstelling 2010).